# Joseph Rampal
Joseph Rampal (* 12. September 1895 in Marseille; † 12. Januar 1983 in Paris) war ein französischer Flötist, Hochschullehrer und Vater des Flötisten Jean-Pierre Rampal.

## Leben und Wirken
Joseph Rampal war Sohn eines Goldschmiedes und Musikliebhabers. Ab dem Alter von 12 Jahren erhielt er Unterricht am Marseiller Conservatoire und ab 1913 studierte er am Conservatoire de Paris bei Adolphe Hennebains, wo er 1914 mit einem Deuxième Prix ausgezeichnet wurde. Nach Ausbruch des Ersten Weltkrieges sofort zum Militärdienst eingezogen und zweimal verwundet, konnte Rampal erst Ende 1918 sein Studium in Paris bei Léopold Lafleurance fortsetzen. 1919 erhielt er einen Prix d’Excellence für eine herausragende Interpretationsleistung.
Nach dem Studium kehrte Rampal nach Marseille zurück, wo er sich als Soloflötist – auch in Orchestern von Stummfilmkinos – einen Namen machte. 1925 erhielt er eine Professur am Conservatoire in Marseille und wurde 1938 Soloflötist des Rundfunkorchesters Marseille. Zu seinen zahlreichen Schülern während der bis in die 1960er-Jahre reichenden Lehrtätigkeit zählten neben seinem einzigen Sohn Jean-Pierre beispielsweise Maxence Larrieu und Alain Marion.